# Villeneuve (Ariège)

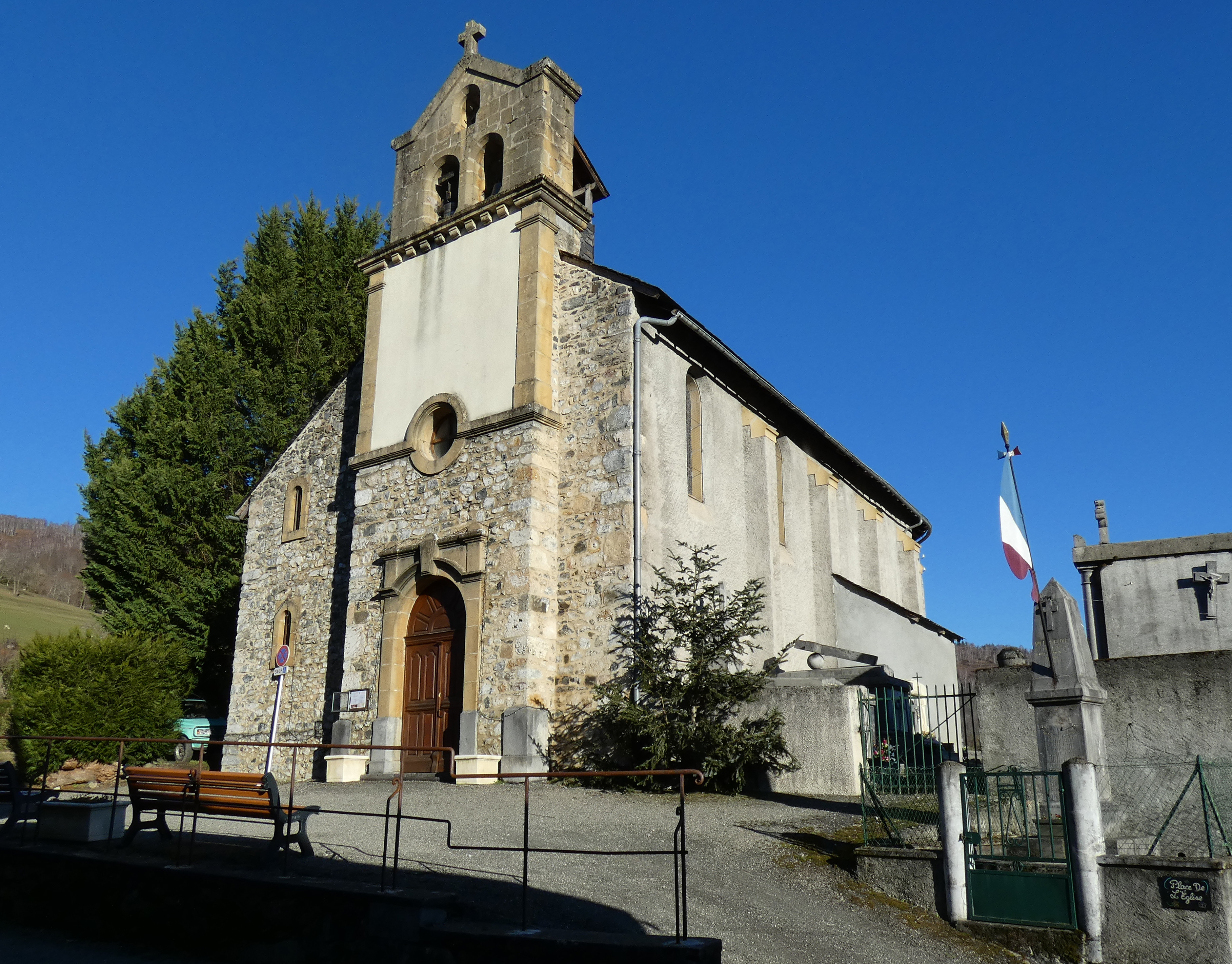
Église Saint-Étienne

Villeneuve ist eine französische Gemeinde mit 42 Einwohnern (Stand 1. Januar 2022) im Département Ariège in der Region Okzitanien. Sie gehört zum Kanton Couserans Ouest und zum Arrondissement Saint-Girons. 
Sie grenzt im Nordwesten an Buzan, im Nordosten an Balaguères, im Südosten an Argein und im Südwesten an Aucazein.

## Bevölkerungsentwicklung
| Jahr      | 1962 | 1968 | 1975 | 1982 | 1990 | 1999 | 2008 | 2015 |
| --------- | ---- | ---- | ---- | ---- | ---- | ---- | ---- | ---- |
| Einwohner | 70   | 60   | 50   | 34   | 32   | 43   | 38   | 38   |